# حمام شاه حیدر خراجی
حمام شاه حیدر خراجی مربوط به دوره قاجار است و در شهرستان کیار، بخش مرکزی، دهستان کیار غربی، روستای خراجی واقع شده و این اثر در تاریخ ۱۲ شهریور ۱۳۸۶ با شمارهٔ ثبت ۱۹۴۹۸ به‌عنوان یکی از آثار ملی ایران به ثبت رسیده‌است.